# Dinetus tunisiensis
Dinetus tunisiensis (лат.) — вид песочных ос (Crabronidae) рода Dinetus из подсемейства Dinetinae (ранее в Astatinae). Тунис.

## Описание
Мелкие осы (длина от 4,0 у самцов до 5,5 мм у самок) чёрного цвета с жёлтыми отметинами. Проподеум шагренированный, с косыми бороздками в основании и поперечными бороздками на вершине. Средние бёдра чёрная. Голени и лапки средних и задних ног полностью чёрные. Проподеум с заметным прижатым серебристым опушением, по крайней мере, на боковых частях. Голова, тело и ноги чёрные, бледно-желтые пятна на переднеспинке, скутеллюме, заднеспинке, вершинном кольце на проподеуме и большие боковые пятна на II тергите. Буровато-ржавыми являются мандибулы в основании, нижняя сторона скапуса, передние голени (кроме нижней) и передняя лапка. Усики чёрные, нижняя сторона скапуса и второй антенномер буроватые. Глаза не соприкасаются друг с другом, но соприкасаются с основанием мандибул. Жвалы с выемкой внизу. В передних крыльях 2 субмаргинальные ячейки. Предположительно, как и другие близкие виды своего рода охотится на клопов (Heteroptera) или цикадок (Cicadinea), которых запасают для своего потомства в земляных гнёздах. Вид был впервые описан в 2020 году Михаилом Мокроусовым и Hassib B. Khedher по материалам из Туниса, а его валидный стаnус подтверждён в ходе ревизии, проведённой в 2021 году немецким гименоптерологом Hans-Joachim Jacobs (Senckenberg Deutsches Entomologisches Institut, Мюнхеберг, Германия).